# Diceware

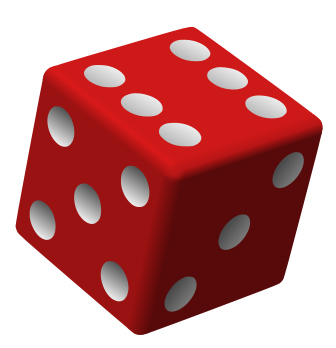
Dado a sei facce

Diceware è un metodo basato sul lancio manuale di dadi il cui scopo è quello di creare password, passphrase e altre variabili crittografiche (in inglese, dice significa dado).
.
Uno degli obiettivi del metodo Diceware è quello di creare una password che sia un buon compromesso fra sicurezza offerta e semplicità di memorizzazione.
Un buon esempio di password sicura può essere "kT6.as67?!mFfp%ncV49.,2of6dm7pe0" ma certamente non è facile da ricordare; analogamente una passphrase come "Nel mezzo del cammin di nostra vita mi ritrovai per una selva oscura ché la diritta via era smarrita" è facile da ricordare ma non è molto sicura.

## Esempio di utilizzo
Consideriamo il caso di GNU Privacy Guard (GPG), un software di crittografia che utilizza una passphrase (salvata sul proprio computer), per cifrare la chiave privata. 
Per generare una parola che compone la passphrase si deve lanciare cinque volte un dado, annotandosi la cifra ottenuta ad ogni lancio. Successivamente si consulta la lista di parole Diceware: una tabella che associa il numero di cinque cifre a una parola. Esistono (EN)  liste di parole Diceware in varie lingue, come il finlandese, francese, inglese, italiano, olandese, polacco, russo, spagnolo, svedese, tedesco e turco. Ogni lista di parole contiene {\displaystyle 6^{5}=7776} parole uniche scelte dal relativo dizionario.
Ogni parola aggiunge alla passphrase 12,9 bit di entropia, calcolabile come il {\displaystyle \log _{2}(6^{5})}. Così per avere circa 77,5 bit di entropia sono necessarie almeno sei parole (il numero minimo raccomandato per usare GPG).
Per esempio, lanciamo i dadi e cerchiamo le relative parole sulla lista di parole Diceware in italiano. Potremmo ottenere:
```
16665    casi
15653    botole
56322    stadi
35616    maglie
65224    venivo
64326    usura
```

e la passphrase che avremmo creato sarebbe:
```
casi botole stadi maglie venivo usura
```